# Juana Mortimer
Juana Mortimer, nacida Juana de Joinville (Shropshire, 2 de febrero de 1286 – Gloucestershire, 19 de octubre de 1356) fue hija de Sir Pedro de Joinville, y Juana de Lusiñán. Heredó el patrimonio de sus abuelos, Godofredo de Joinville, primer barón Joinville, y de Matilde de Lacy. Era una de las herederas más ricas de las Marcas Galesas y del condado de Meath, en Irlanda. Fue esposa de Roger Mortimer, I conde de March, el gobernante de facto de Inglaterra entre 1327 y 1330. Sucedió a su padre como baronesa suo jure de Joinville el 21 de octubre de 1314 a la muerte de su abuelo, Godofredo de Joinville.
Como resultado de la insurrección de su esposo contra el rey Eduardo II de Inglaterra, fue encerrada en el castillo de Skipton durante dos años. Tras la ejecución de su esposo en 1330 por usurpar el poder, Juana fue otra vez encarcelada. En 1336, le devolvieron sus tierras al obtener perdón pleno por los crímenes de su difunto esposo por parte del hijo y heredero de Eduardo II, Eduardo III de Inglaterra.

## Familia y herencia

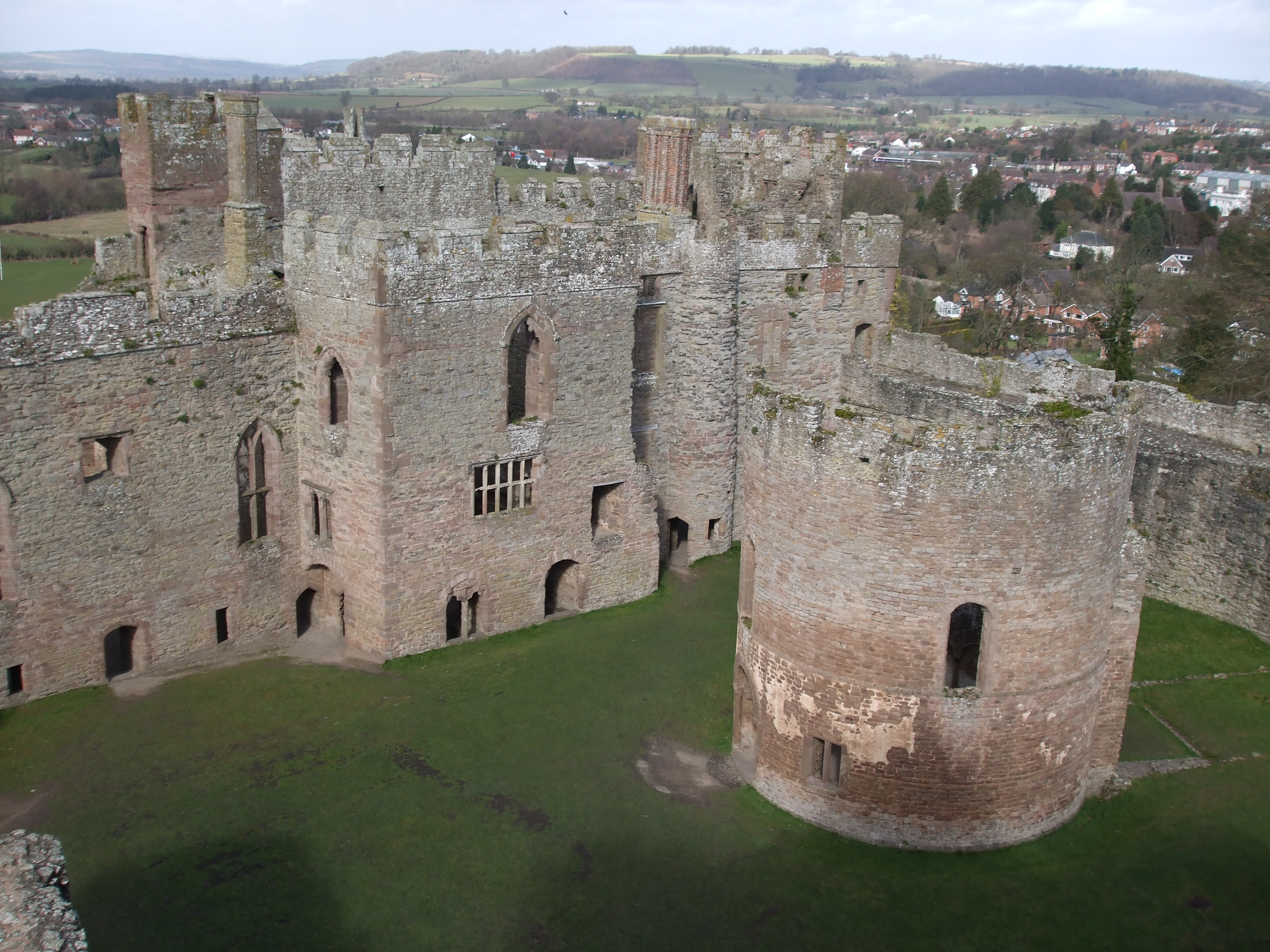
Castillo de Ludlow en Shropshire, el lugar de nacimiento de Juana de Joinville

Juana nació el 2 de febrero de 1286 en el castillo de Ludlow en Shropshire. Era la hija mayor de Pedro de Joinville, del castillo de Trim y Ludlow, cuyo padre Sir Godofredo de Joinville, I barón Joinville, era Justiciar de Irlanda. Su madre Juana de Lusiñán pertenecía a una de las más ilustres familias francesas, hija de Hugo XII de Lusiñán, conde de La Marche y de Angulema, y hermana de Yolanda de Lusiñán, que era suo jure condesa de La Marche. Juana tuvo dos hermanas menores, Matilde y Beatriz, que se convirtieron en monjas en el priorato de Aconbury. También tuvo dos medio hermanas del primer matrimonio de su madre, con Bernard Ezi III, señor de Albret: Mathe, Dame d'Albret (m. 1283), e Isabelle, Dame d'Albret (m. 1 de diciembre de 1294), esposa de Bernard VI, conde de Armagnac.
Cuando su padre murió en Irlanda poco antes de junio de 1292, Juana se convirtió en una de las herederas más ricas y más elegibles de las Marcas Galesas, con un patrimonio que incluían la ciudad y el castillo de Ludlow, el señorío de Ewyas Lacy, los manors de Wolferlow, Stanton Lacy, y Mansell Lacy en Shropshire y Herefordshire así como una notable porción del Señorío de Meath en Irlanda. Iba a heredarlo todo a la muerte de su abuelo, pero en 1308, el barón Joinville entregó todo el patrimonio irlandés perteneciente a su difunta mujer Matilde de Lacy a Juana y su esposo Roger Mortimer. Ambos marcharon a Irlanda cuando tomaron posesión de Meath el 28 de octubre de ese mismo año. El barón murió en octubre de 1314 en la casa de los hermanos predicadores en Trim, y entonces Juana lo sucedió, convirtiéndose en II baronesa de Joinville por derecho propio.

## Matrimonio
Juana se casó con Rogelio Mortimer, el hijo mayor de Edmundo Mortimer, II barón Wigmore, y Margarita de Fiennes el 20 de septiembre de 1301 en la mansión de Pembridge. Este matrimonio con Juana fue muy beneficioso para Rogelio, pues le daba gran influencia y prestigio además de ganar un rico patrimonio. Tres años después en 1304 él sucedió a su padre como barón Mortimer, haciendo así a Juana baronesa Mortimer. Fue nombrado caballero en Whitsunday el 22 de mayo de 1306 por el rey Eduardo I. Esta ceremonia de caballería tuvo lugar en la abadía de Westminster y fue conocida como la fiesta del cisme pues todos los allí presentes hicieron sus votos personales sobre dos cisnes. Otros doscientos cincuenta y nueve jóvenes recibieron el rango de caballero junto con Mortimer, incluido el príncipe de Gales que poco después sucedería a su padre como Eduardo II. Tras la ceremonia se celebró un magnífico banquete en el Gran Salón de Westminster.
Al tomar posesión de sus tierras irlandesas en 1308, Juana y Mortimer viajaron de un lado a otro, de sus tierras irlandesas a las Marcas galesas. Dado que Juana, en lugar de quedarse en su casa, prefirió acompañar a su esposo a Irlanda, y que tuvieron 12 hijos supervivientes, en un período de sólo 17 años, el biógrafo de Rogelio Mortimer, Ian Mortimer, sugiere que disfrutaron de una relación más cercana y afectuosa que lo que era típico en una pareja noble del siglo XIV. Él describió su unión como una "colaboración medieval segura mutuamente beneficiosa".

### Descendencia
Tuvieron doce hijos que los sobrevivieron:

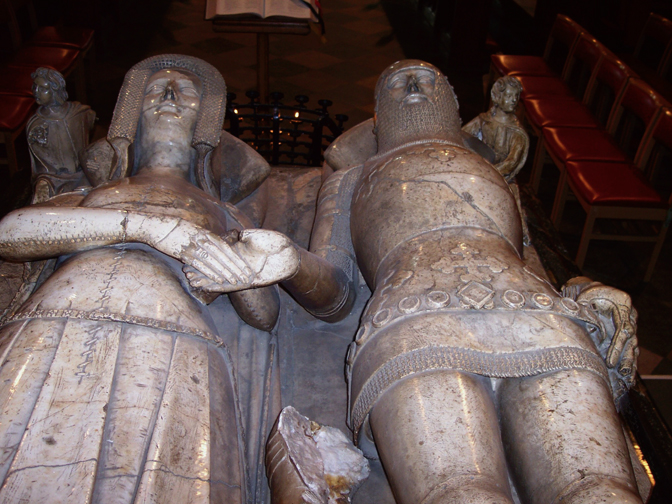
Efigies de la hija de Juana, Catalina Mortimer y su esposo Tomás de Beauchamp, XI conde de Warwick, en la Iglesia de Santa María, Warwick.

- Margarita Mortimer (2 de mayo de 1304- 5 de mayo de 1337), casada con Tomás Berkeley, III barón Berkeley, de quien tuvo descendencia.
- Sir Edmundo Mortimer (m. 16 de diciembre de 1331), casado con Isabel de Badlesmere, hija de Bartolomé de Badlesmere I barón Badlesmere, y Margarita de Clare, de quien tuvo dos hijos, Rogelio Mortimer, II conde de March, y Juan, que murió joven.
- Rogelio Mortimer, casado con Juana Le Botiller
- Godofredo Mortimer, señor de Towyth (m. 1372/5 de mayo de 1376), casado con Juana de Lezay, de quien tuvo descendencia.
- Juan Mortimer. Murió en un torneo en Shrewsbury en algún momento después de 1328.
- Catalina Mortimer (1314- 4 de agosto de 1369), se casó con Tomás de Beauchamp, XI conde de Warwick, de quien tuvo quince hijos, incluyendo a Tomás de Beauchamp, XII conde de Warwick, y Guillermo de Beauchamp, I barón Bergavenny, quien se casó con Lady Juana FitzAlan.
- Juana Mortimer (m. entre 1337–1351), se casó con Jacobo Audley, II barón Audley, de quien tuvo descendencia.
- Inés Mortimer, casada con Laurence Hastings, I conde de Pembroke, de quien tuvo descendencia.
- Isabel Mortimer (m. después de 1327)
- Beatriz Mortimer (m. 16 de octubre de 1383), casada primero con Eduardo de Norfolk, y después con Tomás de Braose, I barón Braose. Tuvo descendencia de su segundo esposo.
- Matilde Mortimer (m. después de agosto de 1345), se casó con Juan de Charlton, señor de Powys, de quien tuvo descendencia.
- Blanca Mortimer (h. 1321- 1347), casada con Pedro de Grandison, II barón Grandison, de quien tuvo descendencia.

## Affair de Mortimer con la reina Isabel

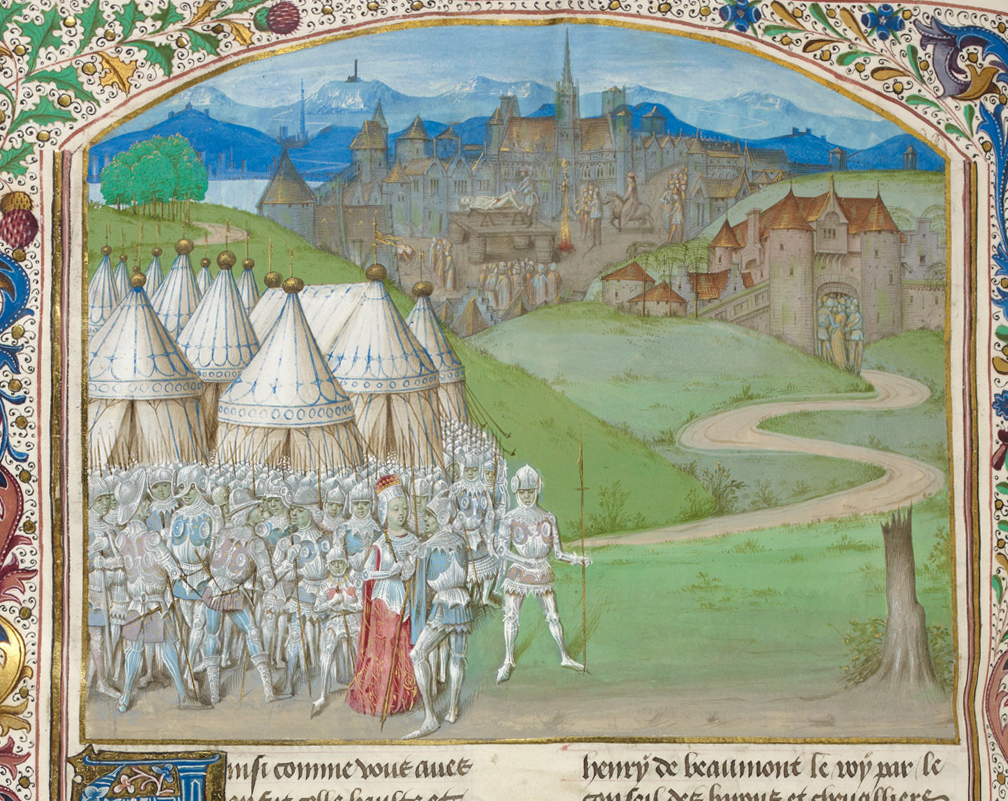
El esposo de Juana, Rogelio Mortimer, conde de March está supuestamente representado en el fondo con la reina Isabel de Francia en esta ilustración de un manuscrito del siglo XIV

Mortimer fue nombrado Lord teniente de Irlanda el 23 de noviembre de 1316 y se marchó a Irlanda con una amplia fuerza en febrero de 1317. Mientras estaba allí, luchó contra un ejército escocés liderado por Eduardo Bruce, el hermano menor del rey Roberto Bruce (quien esperaba hacer de Eduardo rey de Irlanda), y los aliados irlandeses-normandos de Bruce, los de Lacy. Juana acompañó a su esposo a Irlanda. Regresaron a Inglaterra en 1318 después de que Mortimer expulsara a los escoceses al norte de Carrickfergus, y dispersó a los de Lacy, que eran parientes de Juana. Durante los años siguientes, Mortimer se vio implicado en disputas baroniales en la frontera galesa; no obstante, debido a la creciente influencia de Hugo Despenser el Viejo, y Hugo Despenser el Joven sobre el rey Eduardo II, Rogelio Mortimer se vio muy distanciado de su monarca, especialmente después de que al joven Despenser se le dieran tierras que en derecho pertenecían a Mortimer.
En octubre de 1321 el rey Eduardo y sus tropas asediaron el castillo de Leeds, después de que Margarita de Clare, baronesa Badlesmere, esposa del gobernador, rechazara alojar a la reina Isabel y posteriormente ordenó a sus arqueros que disparasen sobre Isabel y su escolta después de que esta última intentara entrar en el castillo. Isabel, la tercera hija Badlesmere, se casó con el hijo mayor de Juana y Mortimer, Edmundo. El rey Eduardo explotó su nueva popularidad ante la victoria militar obtenida en Leeds para volver a llamar a Inglaterra a los Despenser, a quienes los Lords Ordainers, liderados por Tomás Plantagenet, II conde de Lancaster, había obligado a expulsar en agosto de 1321. Los señores de las Marcas, que ya estaban en estado de insurrección desde tiempo atrás antes del exilio de los Despensers, inmdiatamente se alzaron contra el rey con todo su poder, con Mortimer liderando la confederación junto con el Ordainer Humphrey de Bohun, IV conde de Hereford. El rey aplastó la rebelión, que también es conocida como la guerra Despenser; Mortimer y su tío Rogelio Mortimer de Chirk ambos se rindieron en Shrewsbury el 22 de enero de 1322. Mortimer y su tío fueron enviados como prisioneros a la Torre de Londres, donde los mantuvieron en una celda húmeda e insalubre. Esto fue probablemente un factor trascendental en la muerte de Rogelio Mortimer de Chirk en 1326. Al esposo de Juana le fue mejor; después de drogar al condestable y los guardias de la Torre, logró escapar a Francia el 1.º de agosto de 1323. Fue allí donde se convirtió en el amante de la reina Isabel, quien estaba separada del rey como resultado del absoluto control que los Despenser tenían sobre el rey. Eduardo la había enviado a Francia en misión de paz pero usó la ocasión para recabar la ayuda de su hermano, Carlos IV para expulsar a los Despenser. El escándalo de su lío amoroso los obligó a abandonar la corte francesa y marchar a Flandes, donde ellos obtuvieron la ayuda para una invasión de Inglaterra.

### Encarcelamiento de Juana

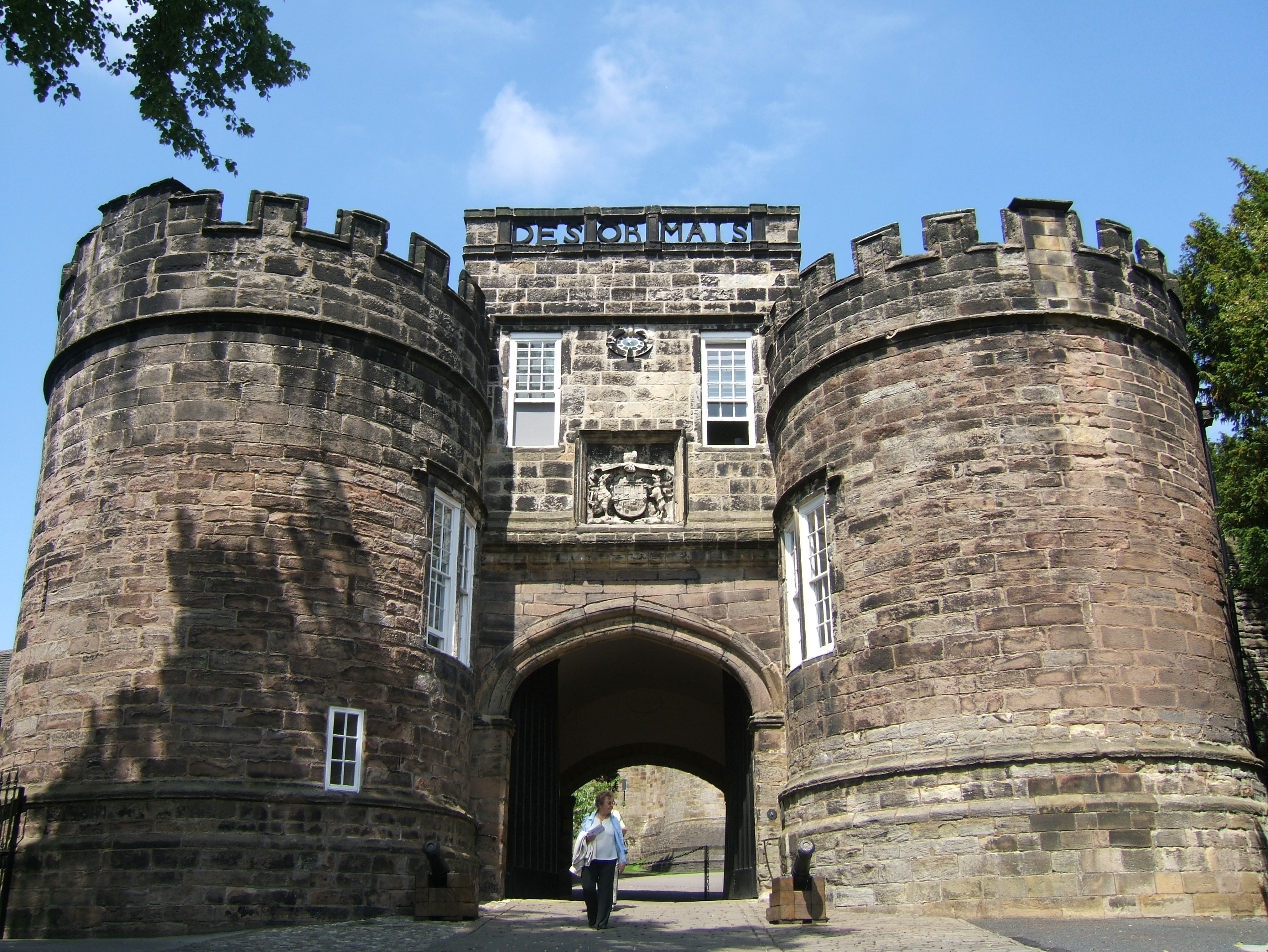
Castillo de Skipton, Yorkshire, donde Juana fue encerrada entre 1324 y 1326

Mientras la pareja aún estaba en Francia, el rey Eduardo represalió a Mortimer cogiendo a Juana y a todos sus hijos y poniéndolos bajo custodia, y "amenazándolos con severidad". En abril de 1324 Juana fue trasladada desde Hampshire donde había sido recluida en arresto domiciliario y enviada al castillo de Skipton en Yorkshire; allí fue encarcelada en una celda y padeció gran sufrimiento y unas condiciones muy duras. La mayor parte de su casa había sido desmantelada y se le permitió sólo un pequeño número de criados para servirla. Le permitieron sólo un marco al día para sus necesidades, y con esta suma tenía que alimentar a los sirvientes. Le daban otros diez marcos adicionales per annum en Pascua y por San Miguel para nuevas ropas. Sus hijas sufrieron peores privaciones habiendo sido encerradas dentro de diversas casas de religión con todavía menos dinero a su disposición. Juana fue trasladada desde Skipton hasta el castillo de Pontefract en julio de 1326.

### Condesa de March
Mortimer e Isabel desembarcaron en Inglaterra dos meses más tarde, en septiembre de 1326, y unieron sus fuerzas a las de Enrique de Lancaster. El 16 de noviembre, el rey Eduardo fue tomado prisionero y con el tiempo asesinado en el castillo de Berkeley, presumiblemente por asesinos contratados por Mortimer. Desde 1327 hasta 1330, Mortimer e Isabel compartieron el cargo de Regente en nombre de su hijo, el rey Eduardo III que fue debidamente coronado tras la muerte de su padre. A Mortimer le nombraron condestable del castillo de Wallingford; en septiembre de 1328, Mortimer fue nombrado conde de March. De esta forma Juana se convirtió en la condesa de March; aunque no se sabe lo que pensaba de la ilegal asunción del poder por parte de su marido y su escandaloso asunto con la reina. Lo que sí consta es que Juana nunca fue una partícipe activa en la inserrucción de su esposo contra el rey Eduardo.
Mortimer y la reina Isabel eran gobernantes de facto de Inglaterra. Creció la hostilidad contra el poder que Mortimer tenía sobre el reino y el joven rey Eduardo III; su anterior amigo Enrique de Lancaster animó al rey a afirmar su autoridad para expulsar a Mortimer. Cuando Mortimer ordenó la ejecución de Edmundo, conde de Kent, medio hermano del difunto rey Eduardo, el enfado y la indignación creció por todo el país. El rey depuso a su madre y el amante de ésta; Rogelio Mortimer fue arrestado el 29 de noviembre de 1330, y colgado en Tyburn, Londres.
Tras la ejecución del marido, Juana – como la esposa de un traidor – fue de nuevo encarcelada, esta vez en Hampshire donde años antes ella había sido colocada en arresto domiciliario; sus hijos también fueron encerrados. En 1331, le dieron una cantidad de dinero para sus gastos caseros; sin embargo, sus tierras sólo se le devolvieron en 1336 cuando el rey Eduardo III le otorgó un perdón completo por los crímenes de su difunto esposo. En 1347 le devolvieron la Libertad de Trim.

## Muerte
Juana de Joinville, baronesa Joinville, la condesa viuda de March, murió el 19 de octubre de 1356 a los 70 años de edad. Fue enterrada en la abadía de Wigmore junto a su esposo, cuyo cuerpo le había sido devuelto por Eduardo III cuando ella se lo pidió. Su tumba ya no existe, pues la abadía quedó destruida en tiempos de la disolución de los monasterios y a día de hoy sólo quedan las ruinas.
Entre los numerosos descendientes directos de Lady Joinville se encuentran la actual familia real británica, Sir Winston Churchill, y el primer presidente de los Estados Unidos, George Washington.

## Antepasados
|  |                                                      |  |  |  |  |  |  |  |  |  |  |  |  |  |  |  |
|  | Godofredo IV, señor de Joinville                     |  |  |  |  |  |  |  |  |  |  |  |  |  |  |  |
|  |                                                      |  |  |  |  |  |  |  |  |  |  |  |  |  |  |  |
|  |                                                      |  |  |  |  |  |  |  |  |  |  |  |  |  |  |  |
|  | Simón de Joinville                                   |  |  |  |  |  |  |  |  |  |  |  |  |  |  |  |
|  |                                                      |  |  |  |  |  |  |  |  |  |  |  |  |  |  |  |
|  |                                                      |  |  |  |  |  |  |  |  |  |  |  |  |  |  |  |
|  | Helvide de Dampierre                                 |  |  |  |  |  |  |  |  |  |  |  |  |  |  |  |
|  |                                                      |  |  |  |  |  |  |  |  |  |  |  |  |  |  |  |
|  |                                                      |  |  |  |  |  |  |  |  |  |  |  |  |  |  |  |
|  | Geoffrey de Geneville, I barón Geneville             |  |  |  |  |  |  |  |  |  |  |  |  |  |  |  |
|  |                                                      |  |  |  |  |  |  |  |  |  |  |  |  |  |  |  |
|  |                                                      |  |  |  |  |  |  |  |  |  |  |  |  |  |  |  |
|  | Esteban III, conde de Auxonne                        |  |  |  |  |  |  |  |  |  |  |  |  |  |  |  |
|  |                                                      |  |  |  |  |  |  |  |  |  |  |  |  |  |  |  |
|  |                                                      |  |  |  |  |  |  |  |  |  |  |  |  |  |  |  |
|  | Beatriz de Auxonne                                   |  |  |  |  |  |  |  |  |  |  |  |  |  |  |  |
|  |                                                      |  |  |  |  |  |  |  |  |  |  |  |  |  |  |  |
|  |                                                      |  |  |  |  |  |  |  |  |  |  |  |  |  |  |  |
|  | Beatriz de Thiers, condesa de Chalon                 |  |  |  |  |  |  |  |  |  |  |  |  |  |  |  |
|  |                                                      |  |  |  |  |  |  |  |  |  |  |  |  |  |  |  |
|  |                                                      |  |  |  |  |  |  |  |  |  |  |  |  |  |  |  |
|  | Sir Pedro de Joinville                               |  |  |  |  |  |  |  |  |  |  |  |  |  |  |  |
|  |                                                      |  |  |  |  |  |  |  |  |  |  |  |  |  |  |  |
|  |                                                      |  |  |  |  |  |  |  |  |  |  |  |  |  |  |  |
|  | Walter de Lacy, señor de Trim                        |  |  |  |  |  |  |  |  |  |  |  |  |  |  |  |
|  |                                                      |  |  |  |  |  |  |  |  |  |  |  |  |  |  |  |
|  |                                                      |  |  |  |  |  |  |  |  |  |  |  |  |  |  |  |
|  | Gilberto de Lacy                                     |  |  |  |  |  |  |  |  |  |  |  |  |  |  |  |
|  |                                                      |  |  |  |  |  |  |  |  |  |  |  |  |  |  |  |
|  |                                                      |  |  |  |  |  |  |  |  |  |  |  |  |  |  |  |
|  | Margaret de Braose                                   |  |  |  |  |  |  |  |  |  |  |  |  |  |  |  |
|  |                                                      |  |  |  |  |  |  |  |  |  |  |  |  |  |  |  |
|  |                                                      |  |  |  |  |  |  |  |  |  |  |  |  |  |  |  |
|  | Matilde de Lacy                                      |  |  |  |  |  |  |  |  |  |  |  |  |  |  |  |
|  |                                                      |  |  |  |  |  |  |  |  |  |  |  |  |  |  |  |
|  |                                                      |  |  |  |  |  |  |  |  |  |  |  |  |  |  |  |
|  | Hugh Bigod, III conde de Norfolk                     |  |  |  |  |  |  |  |  |  |  |  |  |  |  |  |
|  |                                                      |  |  |  |  |  |  |  |  |  |  |  |  |  |  |  |
|  |                                                      |  |  |  |  |  |  |  |  |  |  |  |  |  |  |  |
|  | Isabel Bigod                                         |  |  |  |  |  |  |  |  |  |  |  |  |  |  |  |
|  |                                                      |  |  |  |  |  |  |  |  |  |  |  |  |  |  |  |
|  |                                                      |  |  |  |  |  |  |  |  |  |  |  |  |  |  |  |
|  | Maud Marshal                                         |  |  |  |  |  |  |  |  |  |  |  |  |  |  |  |
|  |                                                      |  |  |  |  |  |  |  |  |  |  |  |  |  |  |  |
|  |                                                      |  |  |  |  |  |  |  |  |  |  |  |  |  |  |  |
|  | Juana de Joinville                                   |  |  |  |  |  |  |  |  |  |  |  |  |  |  |  |
|  |                                                      |  |  |  |  |  |  |  |  |  |  |  |  |  |  |  |
|  |                                                      |  |  |  |  |  |  |  |  |  |  |  |  |  |  |  |
|  | Hugo X de Lusignan, conde de La Marche               |  |  |  |  |  |  |  |  |  |  |  |  |  |  |  |
|  |                                                      |  |  |  |  |  |  |  |  |  |  |  |  |  |  |  |
|  |                                                      |  |  |  |  |  |  |  |  |  |  |  |  |  |  |  |
|  | Hugo XI de Lusignan, conde de La Marche              |  |  |  |  |  |  |  |  |  |  |  |  |  |  |  |
|  |                                                      |  |  |  |  |  |  |  |  |  |  |  |  |  |  |  |
|  |                                                      |  |  |  |  |  |  |  |  |  |  |  |  |  |  |  |
|  | Isabel de Angulema                                   |  |  |  |  |  |  |  |  |  |  |  |  |  |  |  |
|  |                                                      |  |  |  |  |  |  |  |  |  |  |  |  |  |  |  |
|  |                                                      |  |  |  |  |  |  |  |  |  |  |  |  |  |  |  |
|  | Hugo XII de Lusignan, conde de La Marche             |  |  |  |  |  |  |  |  |  |  |  |  |  |  |  |
|  |                                                      |  |  |  |  |  |  |  |  |  |  |  |  |  |  |  |
|  |                                                      |  |  |  |  |  |  |  |  |  |  |  |  |  |  |  |
|  | Pedro I de Bretaña                                   |  |  |  |  |  |  |  |  |  |  |  |  |  |  |  |
|  |                                                      |  |  |  |  |  |  |  |  |  |  |  |  |  |  |  |
|  |                                                      |  |  |  |  |  |  |  |  |  |  |  |  |  |  |  |
|  | Yolanda de Dreux, condesa de Penthièvre y de Porhoet |  |  |  |  |  |  |  |  |  |  |  |  |  |  |  |
|  |                                                      |  |  |  |  |  |  |  |  |  |  |  |  |  |  |  |
|  |                                                      |  |  |  |  |  |  |  |  |  |  |  |  |  |  |  |
|  | Alix de Thouars                                      |  |  |  |  |  |  |  |  |  |  |  |  |  |  |  |
|  |                                                      |  |  |  |  |  |  |  |  |  |  |  |  |  |  |  |
|  |                                                      |  |  |  |  |  |  |  |  |  |  |  |  |  |  |  |
|  | Juana de Lusiñán                                     |  |  |  |  |  |  |  |  |  |  |  |  |  |  |  |
|  |                                                      |  |  |  |  |  |  |  |  |  |  |  |  |  |  |  |
|  |                                                      |  |  |  |  |  |  |  |  |  |  |  |  |  |  |  |
|  | Godofredo, señor de Fougères                         |  |  |  |  |  |  |  |  |  |  |  |  |  |  |  |
|  |                                                      |  |  |  |  |  |  |  |  |  |  |  |  |  |  |  |
|  |                                                      |  |  |  |  |  |  |  |  |  |  |  |  |  |  |  |
|  | Raúl III, señor de Fougères                          |  |  |  |  |  |  |  |  |  |  |  |  |  |  |  |
|  |                                                      |  |  |  |  |  |  |  |  |  |  |  |  |  |  |  |
|  |                                                      |  |  |  |  |  |  |  |  |  |  |  |  |  |  |  |
|  | Matilde de Porhoet                                   |  |  |  |  |  |  |  |  |  |  |  |  |  |  |  |
|  |                                                      |  |  |  |  |  |  |  |  |  |  |  |  |  |  |  |
|  |                                                      |  |  |  |  |  |  |  |  |  |  |  |  |  |  |  |
|  | Juana de Fougères                                    |  |  |  |  |  |  |  |  |  |  |  |  |  |  |  |
|  |                                                      |  |  |  |  |  |  |  |  |  |  |  |  |  |  |  |
|  |                                                      |  |  |  |  |  |  |  |  |  |  |  |  |  |  |  |
|  | Amaury I, señor de Craon                             |  |  |  |  |  |  |  |  |  |  |  |  |  |  |  |
|  |                                                      |  |  |  |  |  |  |  |  |  |  |  |  |  |  |  |
|  |                                                      |  |  |  |  |  |  |  |  |  |  |  |  |  |  |  |
|  | Isabel de Craon                                      |  |  |  |  |  |  |  |  |  |  |  |  |  |  |  |
|  |                                                      |  |  |  |  |  |  |  |  |  |  |  |  |  |  |  |
|  |                                                      |  |  |  |  |  |  |  |  |  |  |  |  |  |  |  |
|  | Juana des Roches                                     |  |  |  |  |  |  |  |  |  |  |  |  |  |  |  |
|  |                                                      |  |  |  |  |  |  |  |  |  |  |  |  |  |  |  |
|  |                                                      |  |  |  |  |  |  |  |  |  |  |  |  |  |  |  |